# Битва титанів (фільм, 2010)
«Битва титанів» (англ. Clash of the Titans) — американський художній фільм 2010 року режисера Луї Летер'є, в основі сюжету якого лежить давньогрецький міф про Персея, ремейк однойменного фільму 1981 року. Головну роль виконав Сем Вортінгтон. Бюджет картини склав 125 млн. доларів, а касові збори становили майже 492 мільйони. Світова прем'єра стрічки відбулась 2 квітня. Фільм вийшов також у форматі 3-D.

## Сюжет
На початку фільму розповідається про боротьбу трьох братів-богів з титанами: Зевса, Посейдона, Аїда. Досягнути мети дозволило творіння Аїда — Кракен. Зевс тоді створив людей і тварин та почав правити над ними, Посейдон отримав моря, а третій брат — підземне царство. Зевс, Посейдон та інші боги живились шаною людей, Аїд поповнював сили страхом.
Рибалка Спірос виловив у морі труну, в якій знайшов тіло Данаї та немовля Персея. Спірос усиновив хлопчика, але розповів йому, що знайшов його в морі. Коли Персей виріс, він разом з родиною рибалив у морі. Вони побачили, як солдати Аргоса скинули зі скелі статую Зевса на знак оголошення війни богам. З-під води з'явився Аїд у вигляді кількох гарпій. Гарпії вбили солдатів, а потім перетворились на Аїда, який знищив корабель свідків. Персей намагався врятувати родину, які опинились під перевернутим судном, але не зміг. Його підібрали вояки Аргоса.
На святкуванні на честь повернення солдатів цариця Кассіопея сказала, що Афродіта не вродливіша за її доньку Андромеду. Аїд умовив брата дозволити йому покарати людей Аргоса і з'явився там. Бог вбив солдатів, зістарив Кассіопею і сказав, якщо люди не принесуть у жертву Андромеду, то Аргос буде знищений Кракеном. Також повідомив, що Персей — це напівбог, син Зевса. Персея катували, але цар Кефей попросив у нього допомоги. За відмову його кинули до в'язниці. Туди до нього прийшла Іо, яку Арес покарав вічною молодістю. Вона розповіла, що Персей син Зевса і Данаї, дружини колишнього царя Акрісія. Акрісій виступав проти богів, Зевс вирішив покарати його і, прийнявши його подобу, з'єднався з Данаєю. Акрісій поклав дружину і Персея до труни та кинув у море, за що був скалічений блискавкою. Іо ж спостерігала за персеєм усе його життя. Дізнавшись, що зможе перемогти Аїда, якщо вб'є Кракена, Персей погодився допомогти Кефею.
Разом із вцілілими солдатами Аргоса та братами-персами, які полювали на чудовиськ, Персей вирушив до Стигійських відьом, що знали спосіб убивства Кракена. У лісі вони знайшли меч, який Зевс передавав сину, але Персей віддав його Драко. Іо показала герою табун пегасів. На солдатів в цей час напав Калібос, наділений силою Аїда Акрісій. Він убив кількох супротивників, але втратив руку і втік. Почалось переслідування, але з крові і руки нападника утвоились гігантські скорпіони, які атакували людей. Чудовиська вбили частину аргейців, ті також вбили кількох скорпіонів, а інших зупинили і підкорили джини. Джин Сулейман також вилікував рану Персея. Після цього загін досяг Стигійського саду. Відьми повідомили, що Кракена може вбити лише Медуза Горгона, а вся команда Персея загине. Після цього джини, окрім Сулеймана, і брати-мисливці залишили загін.
Дорогою до лігва Медузи Персея відвідав Зевс і дав йому золоту драхму для сплати шляху Харону. Перевізник доставив людей до підземного світу. Усі, крім Іо, яка не могла цього зробити, зайшли до лігва Медузи. Потворі вдалось вбити всіх, окрім Персея, який відрубав їй голову. Назовні відбувся напад Калібоса. Нападник вбив Іо, але загинув від подарованого Персею меча. З'явився Пегас, на якому герой відправився до Аргоса. У місті утворився культ Аїда, який проти волі царя збирався стратити Андромеду. Аїд же повідомив Зевса, що знищення Аргоса дасть йому достатньо сили, щоб стати новим повелителем богів. Зевс відказав, що Персей прямує до Аргоса, щоб убити Кракена.
Кракен виринув біля міста, але прибув Персей. Гарпії Аїда намагались зупинити його, проте він з допомогою братів-персів переміг їх і показав Кракену голову Медузи. Чудовисько скам'яніло і розвалилось. Його уламок вбив лідера культу та царя. Аїд сказав Персею, що той не зможе його вбити. Герой кинув у бога меч, посилений ударом блискавки, який закинув Аїда назад у підземний світ. Після цього Персей врятував потопаючу Андромеду. Вона запропонувала йому стати царем, але він відмовився. На уламках своєї статуї, до сина з'явився Зевс і запропонував стати богом, проте й тут Персей відмовився. Зевс попередив, що Аїд ще повернеться і залишив з Персеєм відроджену Іо.

## Акторський склад
- Сем Вортінгтон — Персей
- Ліам Нісон — Зевс
- Ральф Файнс — Аїд
- Джемма Артертон — Іо
- Алекса Давалос — Андромеда
- Джейсон Флемінг — Акрісій
- Медс Міккельсен — Драко
- Ліам Каннінгем — Солон
- Ніколас Голт — Євсебій
- Ганс Матесон — Іксас
- Тайн Штапельфельдт — Даная
- Ієн Вайт — джин Шейх Сулейман
- Піт Постлетуейт — Спірос
- Елізабет Макговерн — Мармара
- Поллі Вокер — Кассіопея
- Вінсент Реган — Кефей
- Девід Кеннеді — генерал Кефея
- Кая Скоделаріо — Пешет
- Рорі Макканн — Бело
- Денні Г'юстон — Посейдон
- Ізабелла Міко — Афіна
- Тамер Гассан — Арей
- Люк Еванс — Аполлон
- Наталі Кокс — Артеміда
- Агнесс Дейн — Афродіта
- Пол Кінмен — Гефест
- Александр Сіддіг — Гермес
- Шарлотта Комер — Деметра
- Джейн Марч — Гестія
- Наталя Водянова — Медуза Горгона